# Campeonato Europeu de Ciclismo em Estrada de 2022
O VII Campeonato Europeu de Ciclismo em Estrada realizou-se em Munique  (Alemanha) entre 14 e 21 de agosto de 2022, sob a organização da União Europeia de Ciclismo (UEC) e a União Ciclista da Alemanha.
As corridas sub-23 realizaram-se por separado, na localidade portuguesa de Anadia entre a 7 e 10 de julho.
O campeonato constou de corridas nas especialidades de contrarrelógio e de rota, nas divisões elite masculino, elite feminino, feminino sub-23 e masculino sub-23; ademais disputou-se uma contrarrelógio por relevos mistos.
Os ciclistas da Rússia e Bielorrússia foram excluídos deste campeonato devido à invasão russa da Ucrânia.

## Programa
| Dia            | Prova                                    | Trajecto                          | Distância (km) | Vencedor                              |
| -------------- | ---------------------------------------- | --------------------------------- | -------------- | ------------------------------------- |
| Contrarrelógio |                                          |                                   |                |                                       |
| 7 de julho     | Contrarrelógio sub-23 feminina           | Sangalhos–Sangalhos               | 22,0           | Shirin van Anrooij · ( Países Baixos) |
| 7 de julho     | Contrarrelógio sub-23 masculina          | Sangalhos–Sangalhos               | 22,0           | Alec Segaert · ( Bélgica)             |
| 8 de julho     | Contrarrelógio sub-23 por relevos mistos | Sangalhos–Sangalhos               | 44,0           | Alemanha                              |
| 17 de agosto   | Contrarrelógio elite feminina            | Fürstenfeldbruck–Fürstenfeldbruck | 24,0           | Marlen Reusser · ( Suíça )            |
| 17 de agosto   | Contrarrelógio elite masculina           | Fürstenfeldbruck–Fürstenfeldbruck | 24,0           | Stefan Bissegger · ( Suíça )          |
| Rota           |                                          |                                   |                |                                       |
| 10 de julho    | Estrada sub-23 feminina                  | Anadia–Anadia                     | 104,5          | Shirin van Anrooij · ( Países Baixos) |
| 10 de julho    | Estrada sub-23 masculina                 | Anadia–Anadia                     | 147,3          | Felix Engelhardt · ( Alemanha)        |
| 14 de agosto   | Estrada elite masculina                  | Murnau am Staffelsee–Munique      | 209,4          | Fabio Jakobsen · ( Países Baixos)     |
| 21 de agosto   | Estrada elite feminina                   | Landsberg am Lech–Munique         | 129,8          | Lorena Wiebes · ( Países Baixos)      |

1. ↑  Circuito de 21,4 km – 5 voltas.
2. ↑  Circuito de 21,4 km – 7 voltas.

## Resultados

### Masculino
- Contrarrelógio individual

| Posto  | Ciclista         | País   | Tempo    |
| ------ | ---------------- | ------ | -------- |
| Ouro   | Stefan Bissegger | Suíça  | 27:05,96 |
| Prata  | Stefan Küng      | Suíça  | 27:06,49 |
| Bronze | Filippo Ganna    | Itália | 27:14,00 |

- Estrada

| Posto  | Ciclista       | País          | Tempo   |
| ------ | -------------- | ------------- | ------- |
| Ouro   | Fabio Jakobsen | Países Baixos | 4:38:49 |
| Prata  | Arnaud Démare  | França        | 4:38:49 |
| Bronze | Tim Merlier    | Bélgica       | 4:38:49 |

### Feminino
- Contrarrelógio individual

| Posto  | Ciclista        | País          | Tempo    |
| ------ | --------------- | ------------- | -------- |
| Ouro   | Marlen Reusser  | Suíça         | 30:59,90 |
| Prata  | Ellen van Dijk  | Países Baixos | 31:05,67 |
| Bronze | Riejanne Markus | Países Baixos | 31:27,78 |

- Estrada

| Posto  | Ciclista         | País          | Tempo   |
| ------ | ---------------- | ------------- | ------- |
| Ouro   | Lorena Wiebes    | Países Baixos | 2:59:20 |
| Prata  | Elisa Balsamo    | Itália        | 2:59:20 |
| Bronze | Rachele Barbieri | Itália        | 2:59:20 |

### Masculino sub-23
- Contrarrelógio individual

| Posto  | Ciclista         | País    | Tempo     |
| ------ | ---------------- | ------- | --------- |
| Ouro   | Alec Segaert     | Bélgica | 27:25,73  |
| Prata  | Fran Miholjević  | Croácia | 28:15,936 |
| Bronze | Eddy Le Huitouze | França  | 28:17,496 |

- Estrada

| Posto  | Ciclista         | País     | Tempo   |
| ------ | ---------------- | -------- | ------- |
| Ouro   | Felix Engelhardt | Alemanha | 3:37:27 |
| Prata  | Mathias Vacek    | Chéquia  | 3:37:27 |
| Bronze | Davide De Pretto | Itália   | 3:37:27 |

### Feminino sub-23
- Contrarrelógio individual

| Posto  | Ciclista           | País          | Tempo     |
| ------ | ------------------ | ------------- | --------- |
| Ouro   | Shirin van Anrooij | Países Baixos | 31:34,124 |
| Prata  | Vittoria Guazzini  | Itália        | 31:45,947 |
| Bronze | Marie Le Net       | França        | 31:46,802 |

- Estrada

| Posto  | Ciclista           | País          | Tempo   |
| ------ | ------------------ | ------------- | ------- |
| Ouro   | Shirin van Anrooij | Países Baixos | 2:57:41 |
| Prata  | Vittoria Guazzini  | Itália        | 2:57:52 |
| Bronze | Fem van Empel      | Países Baixos | 2:57:52 |

### Misto sub-23
- Contrarrelógio por relevos

| Posto  | Ciclistas                                                                  | País          | Tempo   |
| ------ | -------------------------------------------------------------------------- | ------------- | ------- |
| Ouro   | Maurice Ballerstedt Tobias Buck-Gramcko Ricarda Bauernfeind Linda Riedmann | Alemanha      | 58:26   |
| Prata  | Fabio Christen Arnaud Tendon Jasmin Liechti Annika Liehner                 | Suíça         | 59:42   |
| Bronze | Lars Boven Tim Marsman Mischa Bredewold Femke Gerritse                     | Países Baixos | 1:00:15 |

## Medalheiro
| 1 | Países Baixos | 4 | 1 | 3 | 7  |
| 2 | Suíça         | 2 | 2 | 0 | 4  |
| 3 | Alemanha      | 2 | 0 | 0 | 2  |
| 4 | Bélgica       | 1 | 0 | 1 | 2  |
| 5 | Itália        | 0 | 3 | 3 | 6  |
| 6 | França        | 0 | 1 | 2 | 3  |
| 7 | Croácia       | 0 | 1 | 0 | 1  |
| 7 | Chéquia       | 0 | 1 | 0 | 1  |
|   | TOTAL         | 9 | 9 | 9 | 27 |